# 유흐노프

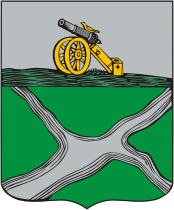
시 문장

유흐노프(러시아어: Ю́хнов)는 러시아 칼루가주에 위치한 도시로, 인구는 7,692명(2002년 기준)이다. 칼루가(칼루가 주의 주도)에서 북서쪽으로 85km 정도 떨어진 곳에 위치한다. 1410년에 처음 등장했으며 1777년 시로 승격되었다.